# 72. nordlige breddekreds
Den 72. nordlige breddekreds (eller 72 grader nordlig bredde) er en breddekreds, der ligger 72 grader nord for ækvator. Den løber gennem Atlanterhavet, Europa, Asien, Ishavet og Nordamerika.